# Мотра (река)
Мотра — река во Владимирской области России, протекает по территории Вязниковского, Селивановского и Муромского районов. Устье реки находится в 186 км по левому берегу реки Оки. Длина реки составляет 48 км, площадь водосборного бассейна — 306 км².

## Данные водного реестра
По данным государственного водного реестра России относится к Окскому бассейновому округу, водохозяйственный участок реки — Ока от города Муром до города Горбатов, без рек Клязьма и Тёша, речной подбассейн реки — бассейны притоков Оки от Мокши до впадения в Волгу. Речной бассейн реки — Ока.
По данным геоинформационной системы водохозяйственного районирования территории РФ, подготовленной Федеральным агентством водных ресурсов:
- Код водного объекта в государственном водном реестре — 09010301212110000031001
- Код по гидрологической изученности (ГИ) — 110003100
- Код бассейна — 09.01.03.012
- Номер тома по ГИ — 10
- Выпуск по ГИ — 0